# Farfugium
Farfugium is een geslacht uit de composietenfamilie (Asteraceae). De soorten komen voor van Zuid-China tot in de gematigde streken van Oost-Azië.

## Soorten
- Farfugium hiberniflorum (Makino) Kitam.
- Farfugium japonicum (L.) Kitam.